# L'Heure de la peur
L'Heure de la peur ou L'Heure de la terreur au Québec (R.L. Stine's The Haunting Hour) est une série télévisée américano-canadienne en 76 épisodes de 22 minutes créée par R. L. Stine et diffusée entre le 29 octobre 2010 et le 29 novembre 2014 sur Hub Network.
En France, la série est diffusée à partir de septembre 2012 sur Canal J et au Québec à partir du 22 octobre 2012 sur Télétoon.

## Synopsis
La série est adaptée des romans de R. L. Stine, également auteur des Chair de poule.
Comme dans Chair de poule, Fais-moi peur ! ou Aux portes du cauchemar, la série met en scène des enfants ou des adolescents confrontés et devant faire face à des phénomènes fantastiques et terrifiants, comme des aliens, une sorcière, des poupées ou des monstres.

## Distribution
Ayant participé à un ou plusieurs épisodes : Luke Benward, Robert Capron, Bobby Coleman (en), Mason Cook, Michelle Creber, David DeLuise, Sean Giambrone (en), Zachary Gordon, Nolan Gould, Dakota Goyo, Michael Ironside, Liam James, Frankie Jonas, Tom Kenny, Margot Kidder, Joey King, Christopher Lloyd, Bailee Madison, Vincent Martella, China Anne McClain, Katherine McNamara, Dylan Minnette, Chanelle Peloso, Madison Pettis, Rico Rodriguez, Kacey Rohl, Debby Ryan, Will Shadley (id), Willow Shields, Booboo Stewart, Gregg Sulkin, Freya Tingley et Ariel Winter. Mackenzie Foy
La deuxième saison a été doublée au Québec, les autres en Europe.

## Épisodes

### Première saison (2010-2011)
1. Vraiment toi (Partie 1) (Really You (Part 1))
2. Vraiment toi (Partie 2) (Really You (Part 2))
3. Une créature remuait ou Un Noël pas comme les autres (A Creature Was Stirring)
4. Le Contrat ou Le Cadavre (The Dead Body)
5. L'Auberge du cauchemar (Nightmare Inn)
6. Le Prix à payer ou La Robe rouge (The Red Dress)
7. Le Regard fixe fantomatique (Ghostly Stare)
8. Les Murs (Walls)
9. Game Over (Game Over)
10. Les Extraterrestres (Alien Candy)
11. Quand la peur s'invite (Fear Never Knocks)
12. Mon meilleur ami (Best Friend Forever)
13. Le Masque ou Le Masque noir (Black Mask)
14. Peur des clowns (Afraid of Clowns)
15. Ma sœur est une sorcière (My Sister the Witch)
16. Faux numéro (Wrong Number)
17. Combat glacial ou Le Marchand de glaces (Catching Cold)
18. Requin de piscine (Pool Shark)
19. Extinction des feux (Lights Out)
20. Le Frère parfait (The Perfect Brother)
21. Mary (Partie 1) (Scary Mary (Part 1))
22. Mary (Partie 2) (Scary Mary (Part 2))

### Deuxième saison (2011-2012)
1. Film de monstres (Partie 1) (Creature Feature (Part 1))
2. Film de monstres (Partie 2) (Creature Feature (Part 2))
3. Norman qui grouille (Swarmin Norman)
4. Vol de nuit (Flight)
5. Tête de citrouille (Pumpkinhead)
6. Brosser avec folie (Brush with Madness)
7. Malade (Sick)
8. La Mascotte (Mascot)
9. Mauvais Feng Shui (Bad Feng Shui)
10. Le Trou (The Hole)
11. L’Épouvantail (Scarecrow)
12. Le Plus diabolique sorcier (Partie 1) (The Most Evil Sorcerer (Part 1))
13. Le Plus diabolique sorcier (Partie 2) (The Most Evil Sorcerer (Part 2))
14. La Toile du tisseur de rêve (Dreamcatcher)
15. Trac (Stage Fright)
16. La Nuit de la momie (Night of the Mummy)
17. Portrait (Headshot)
18. La Poupée maléfique (The Return of Lilly D.)

### Troisième saison (2012-2013)
1. Titre français inconnu (Grampires (Part 1))
2. Titre français inconnu (Grampires (Part 2))
3. Titre français inconnu (The Cast)
4. Titre français inconnu (The Weeping Woman)
5. Les Intrus (The Intruders)
6. Titre français inconnu (Spaceman)
7. Titre français inconnu (Red Eye)
8. Mon ami imaginaire (My Imaginary Friend)
9. Titre français inconnu (Poof De Fromage)
10. Titre français inconnu (The Golem (Part 1))
11. Titre français inconnu (The Golem (Part 2))
12. La Fille de la peinture (The Girl in the Painting)
13. Titre français inconnu (Checking Out)
14. Amour Fatal (Terrible Love)
15. Titre français inconnu (Séance)
16. Titre français inconnu (Detention)
17. Titre français inconnu (Funhouse)
18. Titre français inconnu (Worry Dolls)
19. Titre français inconnu (Lovecraft's Woods)
20. Titre français inconnu (Coat Rack Cowboy)
21. Titre français inconnu (Long Live Rock and Roll (AKA Doom Metal))
22. Titre français inconnu (Dead Bodies (AKA The Dead Body, Part Two))
23. Titre français inconnu (My Robot)
24. Titre français inconnu (Bad Egg))
25. Titre français inconnu (Toy Train (AKA Toy Train Story))
26. Titre français inconnu (Uncle Howee)

### Quatrième saison (2014)
1. Titre français inconnu (I'm Not Martin)
2. Titre français inconnu (Grandpa's Glasses)
3. Titre français inconnu (My Old House)
4. Titre français inconnu (Mrs. Worthington)
5. Titre français inconnu (Return of the Pumpkinheads)
6. Titre français inconnu (Near Mint Condition)
7. Titre français inconnu (Argh V)
8. Titre français inconnu (Lotsa Luck)
9. Titre français inconnu (Spores)
10. Titre français inconnu (Goodwill Toward Men)